# Amanecer en la cosecha
Amanecer en la cosecha(título original en inglés: Sunrise on the Reaping) es una novela distópica escrita por la autora estadounidense Suzanne Collins. Es la segunda novela precuela de la trilogía original de Los juegos del hambre, después de Balada de pájaros cantores y serpientes, lanzada en 2020. Cuenta con 491 páginas y 27 capítulos. Está ambientada 24 años antes de los acontecimientos de la primera novela. Scholastic anunció su lanzamiento para el 18 de marzo de 2025. Además el 6 de junio de 2024 se anunció que una adaptación cinematográfica estaría en producción y será estrenada por Lionsgate el 20 de noviembre de 2026.

## Trama
Haymitch Abernathy, de 16 años, vive en el Distrito 12 con su madre, que vive en la miseria, y su hermano menor, Sid. El intento de fuga de un tributo resulta fatal durante la cosecha del Vasallaje de los cincuenta, donde todos los distritos deben producir el doble de tributos: dos chicos y dos chicas. En un intento de encubrimiento, los funcionarios del Capitolio, incluyendo a la cruel escolta tributo del Distrito 12, Drusilla Sickle, y a Plutarch Heavensbee , un camarógrafo simpatizante de los tributos, nombran a Haymitch como sustituto, reescenificando la cosecha (que, irónicamente, también coincide con su cumpleaños). Entre sus compañeros tributos del Distrito 12 se encuentran Wyatt Callow, Louella McCoy y Maysilee Donner.
Al llegar al Capitolio, los tributos son descartados como "apuestas improbables". Durante el Desfile de Tributos, un accidente de carro tirado por caballos mata a Louella y Haymitch abandona su cuerpo frente a la mansión del Presidente Snow como acto de rebelión. Tras el Desfile de Tributos, Haymitch es llevado al Salón Heavensbee, donde el Presidente Snow le advierte que se asegurará de que los Vigilantes lo castiguen con una muerte dolorosa si persiste en su desafío. Tras una conversación, Snow trae un doble de cuerpo drogado para reemplazar a Louella, a quien los tributos del Distrito 12 pronto apodan "Lou Lou". Sin vencedores locales conocidos, a los tributos se les asignan mentores de Juegos anteriores: Wiress del Distrito 3, vencedora de los 49.º Juegos del Hambre Anuales, y Mags del Distrito 4, vencedora de los 11.º Juegos del Hambre Anuales. Haymitch adopta una imagen desafiante de "pícaro" en entrevistas televisadas para atraer patrocinadores a pesar de una desastrosa puntuación en la evaluación.
Durante el entrenamiento, Beetee , un antiguo vencedor cuyo hijo Ampert fue segado como castigo por su rebeldía, recluta a Haymitch para un plan encubierto de sabotear la arena. Con el apoyo de Plutarch y antes del inicio de los Juegos, Haymitch comparte una agridulce despedida con su novia, Lenore Dove, al aceptar detonar explosivos en el tanque de agua subterráneo para inundar el sistema.
Cuando los Juegos comienzan en una arena plagada de peligros venenosos, Haymitch abandona su alianza con la mayoría de los distritos no profesionales (llamados los Recién Llegados) para llevar a cabo su plan. Acompañado brevemente por Lou Lou, quien pronto muere por polen tóxico, se alía con Ampert para provocar una explosión en los canales que liberan criaturas genéticamente mutadas, llamadas "perros". Aunque la inundación resultante no inutiliza la arena por completo, y los perros matan a Ampert, Haymitch obtiene una ventaja temporal. Más tarde, en medio de enfrentamientos con la alianza profesional, Maysilee lo salva con un dardo venenoso, renovando su alianza.
Decidido a encontrar otra forma de destruir la arena, Haymitch convence a Maysilee de explorar el perímetro. Se encuentran con los Profesionales y un trío de Vigilantes, y Maysilee y una Profesional llamada Maritte eliminan a los Vigilantes antes de separarse. Descubren un generador de energía protegido por un campo de fuerza en el borde de la arena. Al separarse, Maysilee y Maritte son asesinadas por perros enviados para castigarlas por matar a los Vigilantes. Haymitch busca a la última Recién Llegada que queda, Wellie. Tras una breve reunión, la deja sola para buscar leña, pero al regresar la encuentra asesinada por Silka, tributo del Distrito 1. En un enfrentamiento final cerca de un acantilado, Silka muere accidentalmente cuando su arma rebota en el campo de fuerza. Al mismo tiempo, Haymitch, gravemente herido, queda inconsciente tras intentar detonar un último explosivo contra el campo de fuerza.
Haymitch despierta en el Capitolio y se ve obligado a asistir a una serie de eventos públicos, donde poco a poco se da cuenta de que la versión televisada de los Juegos ha sido editada exhaustivamente para borrar cualquier indicio de rebelión. Al regresar al Distrito 12, encuentra su casa incendiada y a su madre y hermano muertos. Un reencuentro con Lenore Dove en un tranquilo prado se torna trágico cuando, sin saberlo, ella consume un dulce envenenado, un acto orquestado por el presidente Snow. Lenore Dove muere en sus brazos tras instarlo a evitar otro "amanecer en la cosecha".
Atormentado por la pérdida, Haymitch se recluye en la Aldea de los Vencedores, distanciándose de sus antiguos amigos por temor a su seguridad. Sin embargo, durante la Gira de la Victoria, el apoyo de Plutarch lo impulsa a seguir luchando. En el epílogo, ambientado después de la serie original, Haymitch se sincera con Katniss y Peeta sobre su pasado, encontrando consuelo cuidando huevos de ganso regalados en memoria de Lenore Dove.